# Entella

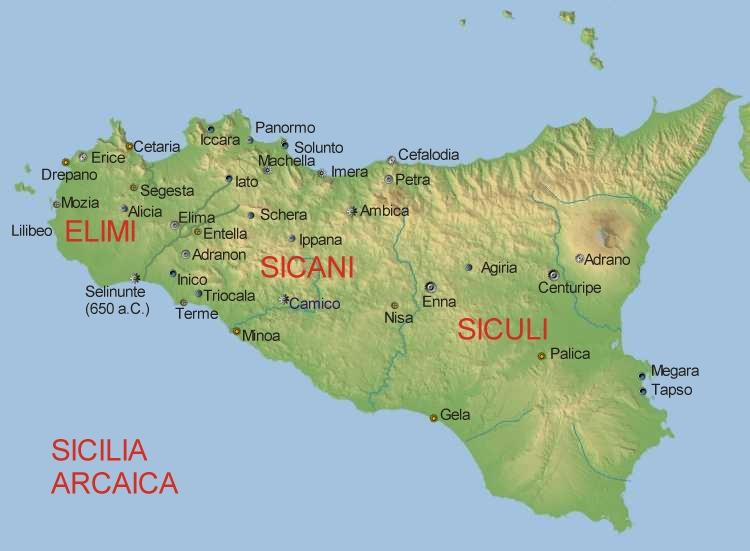
Mapa starożytnej Sycylii

Entella – starożytne miasto na Sycylii, założone przez Elymian.
W V w. p.n.e. zajęli je kartagińscy najemnicy; po wpuszczeniu tychże do miasta na pokojowych warunkach, Kartagińczycy wymordowali męską populację miasta i przejęli nad nim kontrolę. Historię tę opisał Diodor Sycylijski.
Na początku IV w. p.n.e. zdobył je Dionizjos I. 